# Carl Shipp Marvel
Carl Shipp "Speed" Marvel (11 de septiembre de 1894 - 4 de enero de 1988) fue un químico estadounidense especializado en química de polímeros. Hizo importantes contribuciones al programa de caucho sintético de EE. UU. durante la Segunda Guerra Mundial y luego trabajó en el desarrollo de polibencimidazoles, polímeros resistentes a la temperatura que se utilizan en la industria aeroespacial, en equipos contra incendios y como reemplazo del asbesto .  Ha sido descrito como "uno de los químicos orgánicos más destacados del mundo"  y recibió numerosos premios, incluida la Medalla Priestley de 1956 y la Medalla Nacional de Ciencias de 1986, entregadas por el presidente Ronald Reagan.

## Primeros años y educación
Carl Shipp Marvel nació el 11 de septiembre de 1894 en Waynesville (Illinois, EE. UU.), hijo de los granjeros John Thomas Marvel y Mary Lucy Wasson Marvel. Un tío le animó a estudiar química. Marvel asistió a la Universidad Wesleyana de Illinois de 1911 a 1915. Se licenció y obtuvo un máster en química.Por recomendación de su asesor, Alfred W. Homberger, Marvel obtuvo una beca de 250 dólares para la Universidad de Illinois.
Marvel tuvo que tomar clases extra para "ponerse al día" durante su primer año en la Universidad de Illinois. Obtuvo el apodo de "Speed" al principio de su carrera como químico por su costumbre de apresurarse a desayunar después de estudiar toda la noche. En Illinois, Marvel se hizo amigo de su compañero Wallace Carothers.Marvel se licenció en Química por la Universidad de Illinois en 1916.
Los estudios de Marvel fueron interrumpidos por la Primera Guerra Mundial.Cuando la guerra cortó las fuentes de suministro anteriores, se hizo difícil obtener muchos de los productos químicos utilizados en la química orgánica sintética y los procesos industriales relacionados. Clarence Derick creó la unidad Organic Chemical Manufactures en Illinois para fabricar y vender productos químicos que antes se importaban de Alemania. De 1916 a 1919, Marvel trabajó en la unidad de producción a las órdenes de Roger Adams. Su trabajo en la unidad de Manufacturas Químicas Orgánicas le proporcionó una amplia experiencia en la preparación de productos químicos.Los estudiantes debían llevar un cuidadoso registro en un cuaderno de cada preparación, incluyendo el coste de los productos químicos, los aparatos y el tiempo necesario. Marvel era conocido por su capacidad de modificar procedimientos deficientes para hacerlos más eficaces y de describir procedimientos para que otros pudieran seguirlos. Muchos de estos procedimientos de laboratorio se publicaron posteriormente, primero como folletos sobre Organic Chemical Reagents, por Roger Adams, O. Kamm y C. S. Marvel, y más tarde en la revista Organic Syntheses.  
Marvel era miembro de Tau Kappa Epsilon .  Fue iniciado en Alpha Chi Sigma en el Capítulo Zeta de la Universidad de Illinois, en 1918. 
En 1919, Marvel volvió a los estudios de posgrado a tiempo completo, con el apoyo de una beca de DuPont.Marvel se doctoró en Química por la Universidad de Illinois en 1920, trabajando con el jefe de departamento William Albert Noyes.Su tesis fue Un estudio de la posible asimetría de los compuestos diazo alifáticos. 

## Universidad de Illinois
Marvel se incorporó al Departamento de Química de la Universidad de Illinois como instructor, en 1920.Fue ascendido a asociado en 1921, a profesor ayudante en 1923, a profesor asociado en 1927 y a catedrático de Química Orgánica en 1930. Hasta 1940, también supervisó la unidad de Manufacturas Químicas Orgánicas, que se convirtió en un programa de verano en el que los estudiantes sintetizaban especialidades químicas difíciles de conseguir.De 1953 a 1961, Marvel fue profesor de investigación en el Departamento de Química.
Las primeras investigaciones de Marvel fueron en química orgánica clásica. Fue un colaborador entusiasta de Organic Syntheses. Aproximadamente el 20% de los 264 preparados del Volumen I Colectivo de Síntesis Orgánicas fueron escritos o verificados por Marvel. 
Marvel trabajó con una gran variedad de compuestos, entre ellos dialquilmercurio, etanos hexa-sustituidos, dieninos, alquil-litio y reactivos de Grignard, fosfonio cuaternario y compuestos de amonio, preparándolos e investigando sus reacciones. Desarrolló reactivos químicos orgánicos para su uso en la caracterización, identificación y análisis de compuestos químicos. Gran parte de esta investigación se llevó a cabo antes de que se desarrollaran técnicas como la espectroscopia infrarroja o la espectrometría de masas: por ejemplo, la exploración de Marvel del enlace de hidrógeno intermolecular se basó en el estudio de las solubilidades y los calores de mezcla.
Pronto pasó a la química de polímeros, trabajando de nuevo en métodos de síntesis y determinación de estructuras. Utilizando técnicas como la determinación del análisis elemental, el peso molecular medio, el análisis de grupos terminales y el examen de productos, Marvel demostró una metodología química para establecer las principales características estructurales de los polímeros.Gracias a su capacidad para improvisar y perfeccionar nuevas técnicas, realizó "importantes contribuciones fundamentales" al campo de la ciencia de los polímeros,por lo que ha sido reconocido como el "padre" de la química de los polímeros sintéticos.
A partir de 1933, Marvel empezó a estudiar los polímeros de olefina y dióxido de azufre, determinando su estructura y examinando los efectos de iniciadores como el peróxido o la luz ultravioleta en las reacciones de polimerización. Examinando los polímeros de vinilo en 1937, Marvel pudo demostrar que los polímeros preparados a partir de cloruro de polivinilo tendían a formar una estructura cabeza-cola con átomos de cloro en átomos de carbono alternos, lo que confirmaba las ideas estructurales de Hermann Staudinger, en lugar de una estructura cabeza-cola con átomos de cloro en átomos de carbono adyacentes.Este trabajo condujo a su vez a la preparación y polimerización de nuevos monómeros. Por su trabajo sobre el SO2, las α-olefinas y los polímeros de vinilo, Marvel recibió en 1944 la medalla William H. Nichols de la American Chemical Society.A principios de los años cuarenta fue uno de los primeros científicos en utilizar monómeros ópticamente activos e iniciadores ópticamente activos para examinar las propiedades de los polímeros estereorregulares. 

### Investigación central de DuPont
En 1928, Marvel fue recomendado por Roger Adams como consultor para DuPont Central Research.A lo largo de casi 60 años, Marvel realizó 19.000 consultas individuales. Cuando se le pidió que comprobara el descubrimiento del químico inglés F. E. Matthews de que se podían formar polisulfonas mediante la reacción de dióxido de azufre y etileno, Marvel confirmó el descubrimiento, utilizando ciclohexeno en lugar de etileno. Fue amigo íntimo y asesor de Wallace Carothers, que estaba llevando a cabo un trabajo pionero sobre el nailon y el neopreno en Dupont.Marvel también fue consultor de Ray C. Houtz, cuando éste estaba desarrollando una fibra sintética hecha de poliacrilonitrilo, Orlon.

### Reserva de caucho de Estados Unidos
Marvel participó intensamente en el programa estadounidense de caucho sintético cuando se interrumpió el suministro de caucho natural durante la Segunda Guerra Mundial. La disponibilidad de caucho era esencial para el esfuerzo bélico. A partir de septiembre de 1940, Marvel trabajó con la Sección C-2, Problemas Sintéticos, de la División B del Comité de Investigación de Defensa Nacional.En 1941 y 1942 fue presidente de la Sección B-3, Problemas Sintéticos, Analíticos e Inorgánicos, del Comité de Investigación de Defensa Nacional.Entre 1942 y 1945 dirigió un grupo de hasta 100 químicos en diferentes instituciones de Estados Unidos para la U.S. Rubber Reserve Corporation.Su trabajo en Illinois sobre la copolimerización a baja temperatura de butadieno y estireno fue importante para el éxito de la producción comercial de caucho sintético. Su grupo identificó el tiol como clave del proceso de polimerización y apuntó a los ácidos grasos poliinsaturados, presentes en los jabones utilizados como emulsionantes, como ingrediente que interfería en las reacciones de polimerización.
En 1946, Marvel viajó a Alemania como parte de un equipo de inteligencia técnica para informar sobre el estado de la tecnología alemana del caucho. Descubrieron que los científicos alemanes utilizaban un proceso de polimerización redox a 5 °C (41 °F), considerablemente más bajo que los procesos anteriores. Marvel y su grupo desarrollaron esta idea y crearon un proceso de caucho en frío para la industria estadounidense. Con su nuevo proceso, la polimerización podía completarse en sólo siete horas. 
Como resultado de su trabajo durante la guerra, Marvel recibió el Certificado al Mérito del Presidente para Civiles en la Segunda Guerra Mundial. 

### Enseñanza
A Marvel se le atribuye, junto con Roger Adams y Reynold C. Fuson, el mérito de haber convertido el programa de química orgánica de Illinois en "preeminente en Estados Unidos".  Como instructor, Marvel veía la importancia de trabajar en problemas esenciales También enfatizó "que el producto esencial de la investigación académica eran los estudiantes". Marvel supervisó con éxito a 176 estudiantes de doctorado y al menos a 150 estudiantes postdoctorales durante su carrera.Entre sus alumnos se encontraban HE Carter, Wallace Carothers, George Graves, William J. Sparks,  Samuel M. McElvain,  Arnold Beckman,  y los futuros premios Nobel Vincent du Vigneaud  y Edwin G. Krebs . 
En 1961 Marvel se "retiró" formalmente de Illinois, pero siguió siendo profesor investigador emérito de 1961 a 1988. En 1963, la Universidad de Illinois le concedió el título de doctor honoris causa.

## Universidad de Arizona
De 1961 a 1988 Marvel también ocupó el cargo de profesor en el Departamento de Química de la Universidad de Arizona.  En Arizona, Marvel continuó el trabajo que había comenzado en Illinois: el estudio de polímeros de alta temperatura.

### Polímeros de alta temperatura
Marvel realizó importantes avances en el desarrollo de polímeros de alta temperatura, como los polibenzimidazoles y los polímeros en escalera, utilizando técnicas de poliadición y ciclopolimerización.
La base Wright Patterson de las Fuerzas Aéreas se puso en contacto con Marvel en la década de 1950, porque las Fuerzas Aéreas necesitaban un material adecuado para los paracaídas de frenado. Necesitaban un material que mantuviera su resistencia cuando se sometiera a temperaturas extremadamente altas. Investigando polímeros estables a altas temperaturas, Marvel fue el primero en sintetizar el polibenzimidazol (PBI), un polímero de condensación con unidades repetitivas aromáticas y heteroaromáticas. Después trabajó con Herward Vogel, primero en la Universidad de Illinois y más tarde en la de Arizona, para mejorar la calidad del polímero y desarrollar la fibra de polibenzimidazol. Su mejor PBI era no inflamable y estable a temperaturas de hasta 600 °C.En la década de 1960 registraron patentes de polímeros de condensación de alto peso molecular. Debido a su estabilidad térmica y oxidativa, el PBI fue adoptado por la NASA en los años 60 para su uso en aplicaciones aeroespaciales y de defensa. En 1978, el PBI empezó a utilizarse en equipos de bomberos de Estados Unidos.
Marvel también propuso el desarrollo de "moléculas en escalera" (polímeros en escalera), polímeros de nueva generación que serían aún más estables que los polibenzimidazoles. Marvel ya había dado los primeros pasos hacia un proceso de creación de polímeros tipo escalera en 1938, cuando intentó la ciclización de la poli(metil vinil cetona). En la década de 1950, esbozó un enfoque precursor para la creación de poli(para-fenileno) (PPP), un proceso especialmente difícil. El planteamiento de Marvel contenía los elementos clave de soluciones que no se desarrollarían hasta treinta años después: la polimerización por crecimiento en cadena de un monómero de ciclohexadieno y su posterior aromatización. Por ello, su trabajo se considera "un hito importante en la historia de la síntesis de PPP".
Durante las décadas de 1960 y 1970 siguió trabajando como colaborador principal del programa de las Fuerzas Aéreas de EE. UU. sobre síntesis de polímeros a alta temperatura, incluida la síntesis de polipirrolonas escalonadas o parcialmente escalonadas térmicamente estables. Por su trabajo, Marvel recibió el Distinguished Service Award (1966) del Laboratorio de Materiales de las Fuerzas Aéreas de EE. UU. y el Award for Outstanding Achievement (1966) del Air Force Systems Command. 
Se "jubiló" oficialmente como profesor investigador de la Universidad de Arizona en 1978, pero siguió investigando, con la ayuda de estudiantes postdoctorales, hasta su muerte en 1988. La Universidad de Arizona bautizó en su honor los "Laboratorios de Química Carl S. Marvel", situados en el 1213 E South Campus, Tucson, AZ. Marvel Hall, una sala de conferencias del edificio de la American Chemical Society en Washington D. C., también lleva su nombre.

## Publicaciones
El Dr. Marvel publicó casi 500 artículos en revistas científicas de todo el mundo y cuatro libros, entre ellos Introduction to the Organic Chemistry of High Polymers. Fue miembro del consejo editorial de revistas como Macromolecules, Journal of Organic Chemistry, Journal of the American Chemical Society y Journal of Polymer Science. También es titular de 52 patentes. 
Ávido observador de aves durante toda su vida, las publicaciones de Marvel incluyen artículos sobre observación de aves, como "The Unusual Feeding Habits of the Cape May Warbler" (1948) y "The Blue Grosbeck in Western Ontario" (1950).

## Premios y distinciones
- 1938 Elegido miembro de la Academia Nacional de Ciencias [3]
- 1944 Medalla William H. Nichols, Sociedad Química Estadounidense [11]
- 1945 Presidente de la Sociedad Química Estadounidense [35]
- 1945 Elegido miembro de la Sociedad Filosófica Estadounidense [36]
- 1950 Medalla Willard Gibbs, Sociedad Química Estadounidense [37]
- 1955 Medalla de oro del Instituto Americano de Químicos [38]
- 1956 Medalla Priestley, Sociedad Química Estadounidense [39]
- 1960 Elegido miembro de la Academia Estadounidense de Artes y Ciencias [40]
- 1964 Primer ganador del Premio ACS en Química de Polímeros [41]
- 1964 Premio Internacional, Sociedad de Ingenieros Plásticos
- 1965 Medalla Perkin, Sección Estadounidense de la Sociedad de la Industria Química [42] [43]
- 1966 Premio al Servicio Distinguido, Laboratorio de Materiales de la Fuerza Aérea de EE. UU. [1]
- Premio de 1966 por logros destacados, Comando de Sistemas de la Fuerza Aérea [1]
- 1967 Premio al Pionero Químico, Instituto Americano de Química [44]
- 1986 Medalla Nacional de Ciencias, entregada por el presidente Ronald Reagan [45]
- 1988 Incluido en el Salón de la Fama de Alpha Chi Sigma . [8]